# Karl von Weizsäcker

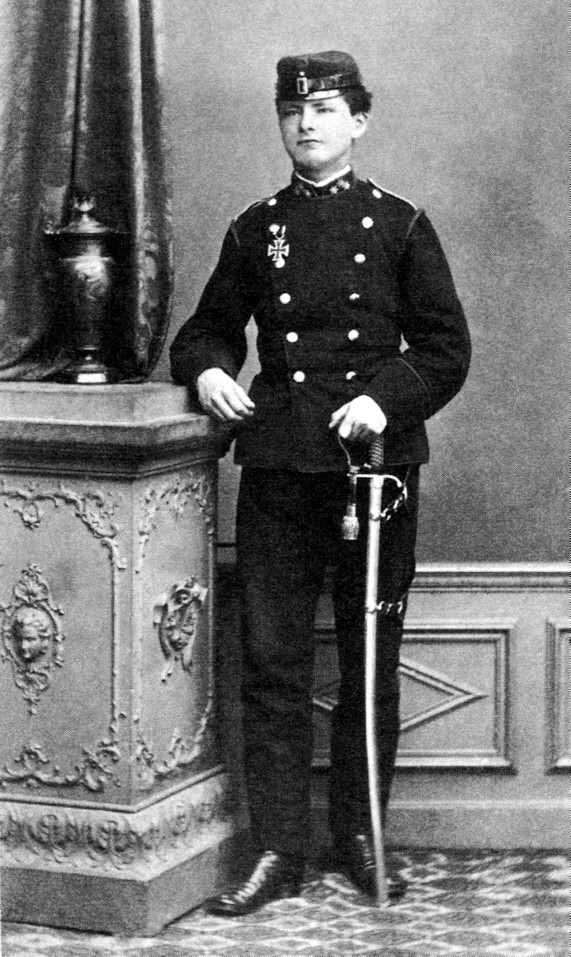
Der Fähnrich Karl Hugo Weizsäcker nach dem Deutsch-Französischen Krieg

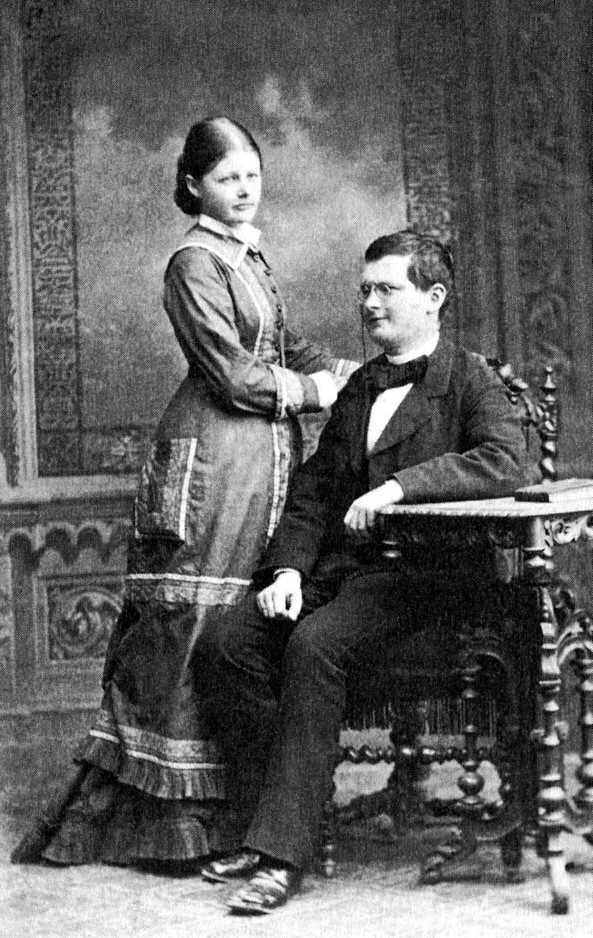
Das junge Ehepaar Karl und Paula Weizsäcker um 1880 in Stuttgart

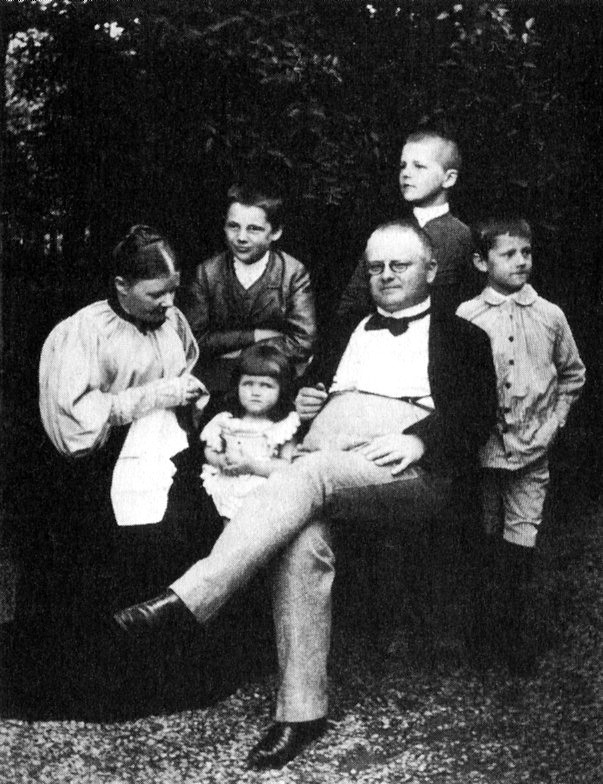
Karl Weizsäcker und seine Familie um 1895

Karl Hugo Weizsäcker, seit 1897 von Weizsäcker, seit 1916 Freiherr von Weizsäcker, (* 25. Februar 1853 in Stuttgart; † 2. Februar 1926 ebenda) war ein deutscher Politiker, der von 1906 bis 1918 als Ministerpräsident des Königreichs Württemberg wirkte.

## Leben
Mit 17 Jahren bestand Karl Weizsäcker das Abitur. 1870 wurde er Kriegsfreiwilliger beim 1. Königlich Württembergischen Infanterie-Regiment, den so genannten Olga-Grenadieren. Bei der Belagerung von Paris wurde er am 30. November 1870 verwundet. Nach der Genesung wechselte er zum 2. württembergischen Infanterie-Regiment in Ulm, wo er als Fähnrich diente.
Weizsäcker studierte ab Herbst 1871 Jura an der Universität Tübingen. Während des Studiums wurde er Mitglied der Tübinger Studentenverbindung Akademische Gesellschaft Stuttgardia. Die erste und zweite Justizdienstprüfung bestand er mit der vorzüglichen Note 2a. Im Jahre 1879 promovierte er zum Dr. iur.; der Titel seiner Dissertation lautete Das römische Schiedsrichteramt unter Vergleichung mit dem officium judicis.
Im Jahre 1877 trat Weizsäcker als Gerichtsassessor in den württembergischen Staatsdienst ein und wurde 1879 Amtsrichter in Stuttgart. Seit 1883 war er als Ministerialsekretär beim Justizministerium beschäftigt, zunächst mit dem Titel eines Landrichters, seit 1887 mit dem eines Landgerichtsrats und fünf Jahre später mit dem eines Ministerialrats.
Ab 1896 beteiligte er sich nebenamtlich an der Kommission zur Einführung des Bürgerlichen Gesetzbuches.
Am 24. Februar 1897 wurde ihm im Zusammenhang mit seiner Ernennung zum Ministerialdirektor der persönliche Adel verliehen. 1916 wurde Karl von Weizsäcker mit seiner ganzen Familie von König Wilhelm II. von Württemberg nach der zuvor erfolgten Verleihung des erblichen Adels in den Freiherrnstand erhoben. Wegen kriegsbedingter personeller Engpässe dauerte es jedoch bis ins Jahr 1917, ehe die Urkunde des Adelsdiploms mit gezeichnetem Wappen schließlich fertig vorlag.

## Politik
Weizsäcker war vom 19. April bis zum 10. November 1900 als Wirklicher Staatsrat der neue Leiter des Ministeriums für Kirchen- und Schulwesen in der Regierung Mittnacht, vom 10. November 1900 bis zum 4. Dezember 1906 in den Regierungen Schottenstein und Breitling. Seit dem 25. Februar 1901 führte er offiziell den Titel Staatsminister. Vom 4. Dezember 1906 bis zum 6. November 1918 war er Präsident des Württembergischen Staatsministeriums, was der Funktion eines Ministerpräsidenten entsprach. Vom 4. Dezember 1906 bis 1911 war Weizsäcker Präsident des Geheimen Rats, bis dieser durch Gesetz vom 15. Juni 1911 aufgelöst wurde.
Als Kultusminister wollte Weizsäcker die bisherige Aufsicht der württembergischen Volksschulen durch die Kirchen ersetzen zugunsten einer staatlichen Aufsicht. Die Gesetzesnovelle fand die mehrheitliche Zustimmung der Zweiten Kammer des Landtages, wurde jedoch von der Ersten Kammer, der mehrheitlich katholisch zusammengesetzten Kammer der Standesherren, abgelehnt. Daraufhin wurde die Novelle 1904 zurückgezogen, löste aber schließlich die Verfassungsreform aus, die im Jahre 1906 im Königreich Württemberg umgesetzt wurde. Diese Reform wertete die Stellung der Zweiten Kammer erheblich auf, da diese nun zur Gänze direkt vom Volk gewählt wurde. Im Jahre 1909 konnte dann eine Volksschulreform mit Zustimmung beider Kammern des Landtages durchgeführt werden.
Politisch stand Weizsäcker den Nationalliberalen nahe und fühlte sich als Regierungschef allein König Wilhelm II. von Württemberg verantwortlich, mit dem er in bester Verbindung stand. Weizsäcker war demgemäß Mitglied in der Deutschen Partei,  die seinen Werten der Reichsidee, der Monarchie und der Ablehnung der Republik entsprach. Eine Parlamentarisierung Württembergs lehnte er bis zum Rücktritt der von ihm geführten Württembergischen Staatsregierung am 6. November 1918 ab. Der württembergische Landtag sollte der Verfassung gemäß lediglich bei der Gesetzgebung und Etatbewilligung mitwirken, jedoch keinen direkten Einfluss auf die Regierung haben. Als Staatsmann war Weizsäcker sehr angesehen und gewann über den Ausschuss des Bundesrats für Auswärtige Angelegenheiten bedeutende Mitsprache in der Reichsaußenpolitik. Diese wurde noch gefördert durch die persönliche Freundschaft zum Staatssekretär Alfred von Kiderlen-Waechter, den er vom Jurastudium in Tübingen her kannte. Weizsäcker trat seit der Daily-Telegraph-Affäre für eine Verständigung mit Großbritannien ein und war um die Verhinderung eines Krieges bemüht, von dem er einen für Deutschland und seine bestehende staatliche Ordnung ungünstigen Ausgang erwartete. Während des Ersten Weltkriegs sprach er sich in der Öffentlichkeit aus Loyalität zu Kaiser und Reich stets für einen Verteidigungskrieg mit aller Kraft aus. Wie Reichskanzler Bethmann-Hollweg war Weizsäcker ein entschiedener Gegner eines uneingeschränkten U-Boot-Kriegs, da dies den Kriegseintritt der USA zur Folge haben musste. Nach dem Sturz der Monarchie in der Novemberrevolution zog Weizsäcker sich aus der Politik zurück, bestärkte aber Gottlob Egelhaaf in dem Vorhaben zur Gründung des württembergischen Landesverbandes der Deutschen Volkspartei (DVP). Zudem verhandelte Weizsäcker mit der neuen republikanischen Regierung noch die Abfindungen für den abgedankten König Wilhelm II. Einige Jahre später starb er 1926 an den Folgen eines Schlaganfalls; seine Asche wurde auf dem Stuttgarter Pragfriedhof beigesetzt.

## Familie

### Herkunft
Karl Weizsäcker war der Sohn des evangelischen Theologen Carl Heinrich Weizsäcker und Sophie Auguste Weizsäcker geborene Dahm, einer Pfarrerstochter und Enkelin des württembergischen Finanzministers Ferdinand Heinrich August von Weckherlin (1767–1828).
Die Weizsäckers waren eine seit Generationen aufstrebende Familie des Bildungsbürgertums zunächst am Hofe des Fürsten von Hohenlohe-Öhringen. Es ist bemerkenswert, dass diese Familie dann innerhalb von drei aufeinanderfolgenden Generationen in vier unterschiedlichen Regierungssystemen (Kaiserzeit, Weimarer Republik, NS-Diktatur, Bundesrepublik) hohe Beamte hervorgebracht hat (Ministerpräsident, Staatssekretär, Bundespräsident). Dies verleitete den politischen Philosophen Gérard Radnitzky zu der Frage, ob hier möglicherweise von einer „angeborenen political correctness“ gesprochen werden kann. Der Publizist Ralph Giordano urteilte kritisch: „Bei den Weizsäckers handelt es sich um gediegene, erfolgreiche, hochintelligente Zeitgenossen mit ausgeprägtem Hang zur Obrigkeit, so sehr, daß man ihn als ‚hingegeben‘ bezeichnen kann. […] Als Karl Hugo von Weizsäcker, hochgeehrt, im Februar 1926 stirbt, ist das politische Familienterrain abgesteckt: Demokratiefremdheit, ja -feindschaft, Befangenheit im obrigkeitsstaatlichen Denken monarchischer Prägung.“

### Ehe und Nachkommen
Weizsäcker war seit 1879 verheiratet mit Paula von Meibom (1857–1947), der Tochter des aus Kurhessen stammenden Juristen Viktor von Meibom. Sie hatten vier Kinder:
- Carl Viktor von Weizsäcker (1880–1914), Legationsrat, Oberleutnant d.R., gefallen
- Ernst von Weizsäcker (1882–1951), Diplomat; Vater von Carl Friedrich und Richard von Weizsäcker
- Viktor von Weizsäcker (1886–1957), Neurologe; ⚭ Olympia Curtius, Enkelin von Ernst Curtius
- Paula von Weizsäcker (1893–1933), Landwirtin[5]

## Ehrungen und Auszeichnungen
- 1871 Eisernes Kreuz II. Klasse
- 1889 Ritterkreuz I. Klasse des württembergischen Friedrichsordens
- Silberne und Goldene Verdienstmedaille des Ordens der Württembergischen Krone
- 1897 Erhebung in den persönlichen württembergischen Adelsstand
- 1906 Großkreuz des Ordens der Württembergischen Krone[6]
- 1916 wurde er in den erblichen Freiherrenstand erhoben
- Zahlreiche weitere Orden und Ehrungen